# Властелин мира (фильм, 1961)
«Властелин мира» (англ. Master of the World) — американский научно-фантастический фильм 1961 года, снятый режиссёром Уильямом Уитни по сценарию Ричарда Мэтисона, основанному на романах «Робур-Завоеватель» и «Властелин мира» Жюля Верна.

## Сюжет
1868 год. Агент правительства США Джон Строк и трое его помощников летят на воздушном шаре из Филадельфии в Пенсильванию для того, чтобы изучить кратер пробудившегося вулкана, который угрожает жителям Моргантауна. Команда, проводившая ремонтные работы на большом воздушном судне, которое находилось в кратере вулкана, в целях сохранения секретности летательного аппарата вынужденно сбивает пролетавший над ними воздушный шар. После падения на дно кратера вулкана четверых потерявших сознание людей доставляют на борт воздушного судна. Придя в себя, они знакомятся с изобретателем «Альбатроса» мистером Робуром и временно становятся его пленниками. Главная цель мистера Робура и его команды единомышленников, летавших на «Альбатросе» по всему земному шару — мир во всём мире, который будет достигнут путём уничтожения оружия и армий всех государств. Агент правительства США Джон Строк намеревается остановить Робура и нарушить его безумные планы…

## В ролях
- Винсент Прайс — Робур
- Чарльз Бронсон — Джон Строк
- Генри Халл — Прудент, отец Дороти
- Мэри Уэбстер — Дороти Прудент
- Дэвид Фрэнкхэм — Филип Эванс
- Ричард Харрисон — Алистер, рулевой
- Вито Скотти — Топаж, шеф-повар на дирижабле
- Уолли Кампо — первый помощник Тёрнер

## Съёмочная группа
- Режиссёр: Уильям Уитни
- Продюсеры: Джеймс Х. Николсон, Сэмюел Закари Аркофф, Дэниел Хэллер
- Сценарист: Ричард Мэтисон
- Оператор: Гилберт Уоррентон
- Композитор: Лес Бакстер